# Francisco León de la Barra
Francisco León de la Barra (ur. 16 czerwca 1863 w Santiago de Querétaro, zm. 23 września 1939 w Biarritz) – meksykański polityk i dyplomata.
Urodził się w Santiago de Querétaro. Przez trzy kadencje zasiadał w Kongresie, pracował w służbie dyplomatycznej (między innymi jako ambasador w USA). Pełnił funkcję ministra spraw zagranicznych (1911) w rządzie Porfirio Díaza. Po jego rezygnacji (25 maja 1911) został, zgodnie z układem z Ciudad Juárez, prezydentem. Jako głowa państwa podejmował działania zmierzające do wzmocnienia wojsk federalnych, pacyfikował także wciąż działające oddziały rewolucyjne. Jednocześnie czynił przygotowania do wyborów prezydenckich (odbyły się one 15 października 1911). Wystartował w nich, wspierany przez ugrupowania skupiające porfirystów, przegrał jednak z Francisco Maderą. W 1913 ponownie stał na czele MSZ. Dwukrotnie był gubernatorem stanu Meksyk (20 lutego-26 marca i 26 czerwca-12 lipca 1913).